# کریستینا اوبرگفول
کریستینا اوبرگفول (انگلیسی: Christina Obergföll؛ زاده ۲۲ اوت ۱۹۸۱ ‏(۴۳ سال)) یک ورزشکار اهل آلمان است.